# Ervenik
Ervenik es un municipio de Croacia en el condado de Šibenik-Knin.

## Geografía
Se encuentra a una altitud de 126 m s. n. m. a 299 km de la capital nacional, Zagreb.

## Demografía
En el censo 2011 el total de población del municipio fue de 1105 habitantes, distribuidos en las siguientes localidades:
- Ervenik - 287
- Mokro Polje - 227
- Oton - 164
- Pađene - 175
- Radučić - 252

| Gráfica de población de Ervenik 1857-2011                           |
|                                                                     |
| Según los censos de población de la oficina estadística de Croacia. |